# Valentí Comellas i Santamaria
Valentí Comellas i Santamaria (Casserres, 5 de juny de 1861 - Solsona, 19 de març de 1945), bisbe català, va ser administrador apostòlic (1919-33) i bisbe (1933-45) de Solsona i senador a les Corts espanyoles l'any 1923.

## Biografia
Nascut a Casserres (El Berguedà) el 5 de juny de 1861, va cursar els estudis eclesiàstics al Seminari de Solsona i fou ordenat prevere de la diòcesi solsonina el 28 de febrer de 1885. Va completar la seva formació acadèmica obtenint un doctorat a la Universitat de Toledo. Una de les seves primeres destinacions va ser a la parròquia de Verdú (L'Urgell) on va desenvolupar el càrrec de coadjutor. Més endavant fou destinat a Berga on feu de capellà castrense a la caserna militar qua hi havia al convent dels franciscans i aconseguí retornar al culte l'Església de Sant Francesc, abandonada després de la seva desamortització. El 1887 va opositar a una canongia a Lleida i l'any següent va obtenir la condició de canonge de la catedral de Solsona on el 1912 es convertí en el degà del capítol catedralici. Durant l'administració apostòlica dels bisbes Lluís d'Amigó (1907-13) i Francesc d'Assís Vidal i Barraquer (1913-19) va desenvolupar la tasca de governador eclesiàstic de la diòcesi solsonina en la seva absència.
En l'àmbit de la docència, ocupà la càtedra de Filosofia del Seminari de Solsona l'any 1903 on va fer de professor fins al curs 1912-13.
Substituí el doctor Vidal i Barraquer al capdavant del bisbat de Solsona mentre n'era vicari capitular. Fou nomenat administrador apostòlic de la diòcesi el 18 de desembre de 1919, el mateix dia que va ser preconitzat bisbe titular d'Hama pel papa Benet XV. Va rebre la consagració episcopal el 16 de maig de 1920.
L'any 1923 va ser designat senador a les Corts per la província eclesiàstica de Tarragona, càrrec del qual va prendre possessió el dia 27 de juny i que va exercir fins al 17 de setembre quan la Dictadura de Primo de Rivera va dissoldre el Congrés dels Diputats i la part electiva del Senat.
Quan el papa Pius XI va restaurar la titularitat del bisbat de Solsona, el va nomenar bisbe diocesà el 5 de setembre de 1933. Tot el seu episcopat va coincidir amb els anys de la Dictadura de Primo de Rivera, la Segona República Espanyola, la Guerra Civil i els primers anys de la postguerra un cop instaurada la Dictadura franquista. Va promoure l'Obra d'Exercicis Parroquial i l'Apostolat de l'Oració i publicà el Catecisme diocesà de la Doctrina Cristiana, que feu reimprimir després de la Guerra Civil eludint la prohibició d'editar-lo en català. Fou defensor del dret d'ensenyar el catecisme en català a les escoles, va manifestar la seva esperança vers la República, tot i que en esclatar la Guerra Civil va haver de fugir de Catalunya. Va residir uns mesos a França, però quan Sant Sebastià va ser ocupada per les tropes revoltades es va traslladar a la zona ocupada per l'anomenat bàndol nacional. El 1939 retornà a Solsona on continuà la tasca com a bisbe. Va tenir repercussió la seva actitud durant la visita del general Francisco Franco a Montserrat, el 1942, on va retreure al dictador l'exili forçat del cardenal Vidal i Barraquer.
Morí el dia de Sant Josep de 1945 a Solsona i fou enterrat el 21 de març al creuer de la catedral de Solsona.
A Casserres hi té dedicat un passeig que du el seu nom.